# روكيوبيلير
روكيبليير (بالفرنسية: Roquebillière)‏ هي  بلدية فرنسية تقع في إقليم الألب البحرية من منطقة بروفنس ألب كوت دازور في جنوب شرق فرنسا. تبلغ مساحة هذه المدينة 25.92 (كم²)، وترتفع عن سطح البحر م، يبلغ عدد سكانها 1636 نسمة حسب إحصاء المعهد الوطني للإحصاء والدراسات الاقتصادية سنة 2009 م. وترأس Gérard Manfredi البلدية خلال فترة (2008-2014).

## أعلام
- غاستون فرانكو

## وصلات خارجية
- صفحة البلدية على موقع المعهد الوطني للإحصاء والدراسات الاقتصادية